# ヘンリー・メヒア
ヘンリー・マヌエル・メヒア（Jenrry Manuel Mejía, 1989年10月11日 - ）は、ドミニカ共和国・アスア州アスア出身のプロ野球選手（投手）。右投右打。現在は、フリーエージェント（FA）。

## 経歴

### プロ入りとメッツ時代
ドミニカ共和国・アスア州アスアで生まれた。
2007年4月4日にニューヨーク・メッツと総額5300万ドルの4年契約を結んだ。ルーキー級ドミニカン・サマーリーグ・メッツで14試合に登板し、2勝3敗1セーブ・防御率2.47だった。
2008年はルーキー級ガルフ・コーストリーグ・メッツで3試合に登板し、2勝0敗、防御率0.60と好投。7月にA-級ブルックリン・サイクロンズへ昇格。11試合に登板し、3勝2敗、防御率3.49だった。
2009年はA+級セントルーシー・メッツで9試合に登板し、4勝1敗、防御率1.97だった。6月にAA級ビンガムトン・メッツへ昇格。10試合に登板し、0勝5敗・防御率4.47だった。
2010年4月5日にメッツとメジャー契約を結び、4月7日のフロリダ・マーリンズ戦でメジャーデビュー。6回から登板し、1回を投げ3安打1失点だった。6月20日にAA級ビンガムトンへ降格。登録枠が拡大された9月1日に再昇格した。この年は33試合に登板し、0勝4敗・防御率4.62だった。
2011年3月3日にメッツと1年契約に合意し、3月15日にAAA級バッファロー・バイソンズへ異動した。AAA級で開幕を迎えたが、4月29日のロチェスター・レッドウイングス戦で右肘の靱帯を断裂し、数日後トミー・ジョン手術を受けシーズンを終了した。
2012年3月4日にメッツと1年契約に合意し、3月15日にAAA級バッファローへ異動した。A+級セントルーシーで復帰し、5月にAA級ビンガムトンに昇格。5月下旬にAAA級バッファローへ昇格した。AAA級では26試合に登板し、3勝4敗、防御率3.54だった。9月3日にメジャーへ昇格。9月24日のピッツバーグ・パイレーツ戦では5回を投げ、4安打無失点4奪三振と好投し、メジャー初勝利を挙げた。この年は5試合に登板し、1勝2敗、防御率5.63だった。
2013年3月3日にメッツと1年契約に合意。3月31日に右肘の故障で15日間のDL入りし、5月13日に60日間のDLへ異動した。7月26日にDLから外れたが、8月18日に再び15日間のDL入りし、9月7日に60日間のDLへ異動した。この年は5試合の登板にとどまり、1勝2敗、防御率2.30だった。オフの10月31日にDLから外れた。
2014年3月3日にメッツと1年契約に合意し、スプリングトレーニングに参加。4試合に登板し、0勝1敗・防御率2.70の成績で、ジョン・ラナン、松坂大輔との先発ローテーション争いの中、先発5番手に選ばれた。しかし、シーズン途中よりトミー・ジョン手術のために離脱したボビー・パーネルの代役としてクローザーを任され、最終的に28セーブを挙げた。
2015年も抑えとして期待されたが右肘を故障し故障者リスト入りした。4月11日、ドーピング検査にて筋肉増強剤の一つであるスタノゾロールの陽性反応が表れたため、80試合の出場停止処分を受けた。7月7日付で出場停止は解除された。7月28日、薬物検査でスタノゾロールとボルデノンの陽性反応が現れたため、MLBは162試合の出場停止処分を言い渡した。これらの影響により、この年は7試合に登板しただけで、防御率0.00・1勝・7.0イニングで2四球・7奪三振という成績を記録したに留まった。
2016年2月12日、MLBはメヒアを3度目の薬物違反で永久追放すると発表した、ドーピング違反での永久追放は初めて。ただ、契約が満了するまではメッツに所属することとなる。
2018年7月6日に、2016年より科せられていた永久追放処分をメヒア自身が十分に反省していると判断したMLB機構が解除したと発表した。同年は球団施設での非公開練習に限定され、2019年から球団に所属してプレーすることが可能になる。
2018年11月20日にメッツから放出された。

### レッドソックス傘下時代
2019年1月30日、ボストン・レッドソックスとマイナー契約を結んだ。ボストンでスプリングトレーニングを過ごした後に、AAA級ポータケット・レッドソックスに配属され、AA級ポートランド・シードッグスやA-級ロウェル・スピナーズでの試合にも出場した。シーズンの成績は、55回と1/3回を投げて58奪三振を記録したが、2勝8敗で防御率6.02だった。

### メキシカンリーグ時代
2020年2月7日にメキシカンリーグのラグナ・ユニオン・コットンファーマーズと契約を結んだ。この年は新型コロナウイルスの感染拡大の影響でリーグが開催されなかったため、公式戦での登板はなかった。
2021年はりリーバーとして26試合に登板し、2勝3敗14セーブ、防御率3.81という成績だった。
2022年は開幕から6試合に登板して2敗、防御率13.50と結果を残せず、5月12日にプエブラ・パロッツへトレードで移籍した。ここでも7試合に登板して防御率18点台と打ち込まれ、6月4日に自由契約となった。6月7日にサルティーヨ・サラペメーカーズと契約。20試合に登板して、2勝1敗7セーブ、防御率3.18と持ち直した。
2023年はサルティージョで先発に転向したが、8試合に登板して1勝3敗、防御率5.89という成績に終わり、7月3日に自由契約となった。

## 選手としての特徴
最速100マイルのフォーシームが最大の武器。変化球はスライダーとチェンジアップを持つ。

## 詳細情報

### 年度別投手成績
| 年 度    | 球 団    | 登 板 | 先 発 | 完 投 | 完 封 | 無 四 球 | 勝 利 | 敗 戦 | セ 丨 ブ | ホ 丨 ル ド | 勝 率 | 打 者 | 投 球 回 | 被 安 打 | 被 本 塁 打 | 与 四 球 | 敬 遠 | 与 死 球 | 奪 三 振 | 暴 投 | ボ 丨 ク | 失 点 | 自 責 点 | 防 御 率 | W H I P |
| -------- | -------- | ----- | ----- | ----- | ----- | -------- | ----- | ----- | -------- | ----------- | ----- | ----- | -------- | -------- | ----------- | -------- | ----- | -------- | -------- | ----- | -------- | ----- | -------- | -------- | ------- |
| 2010     | NYM      | 33    | 3     | 0     | 0     | 0        | 0     | 4     | 0        | 2           | .000  | 183   | 39.0     | 46       | 3           | 20       | 2     | 3        | 22       | 7     | 0        | 21    | 20       | 4.62     | 1.69    |
| 2012     | NYM      | 5     | 3     | 0     | 0     | 0        | 1     | 2     | 0        | 0           | .333  | 74    | 16.0     | 20       | 2           | 9        | 0     | 0        | 8        | 1     | 0        | 10    | 10       | 5.63     | 1.81    |
| 2013     | NYM      | 5     | 5     | 0     | 0     | 0        | 1     | 2     | 0        | 0           | .333  | 112   | 27.1     | 28       | 2           | 4        | 0     | 0        | 27       | 1     | 0        | 9     | 7        | 2.30     | 1.17    |
| 2014     | NYM      | 63    | 7     | 0     | 0     | 0        | 6     | 6     | 28       | 2           | .500  | 417   | 93.2     | 98       | 9           | 41       | 8     | 4        | 98       | 5     | 0        | 41    | 38       | 3.65     | 1.48    |
| 2015     | NYM      | 7     | 0     | 0     | 0     | 0        | 1     | 0     | 0        | 3           | 1.000 | 27    | 7.1      | 4        | 0           | 2        | 1     | 0        | 7        | 0     | 0        | 0     | 0        | 0.00     | 0.82    |
| MLB：5年 | MLB：5年 | 113   | 18    | 0     | 0     | 0        | 9     | 14    | 28       | 7           | .391  | 813   | 183.1    | 196      | 16          | 76       | 11    | 7        | 162      | 14    | 0        | 81    | 75       | 3.68     | 1.48    |

- 2019年度シーズン終了時

### 年度別守備成績
| 年 度 | 球 団 | 投手（P） | 投手（P） | 投手（P） | 投手（P） | 投手（P） | 投手（P） |
| 年 度 | 球 団 | 試 合     | 刺 殺     | 補 殺     | 失 策     | 併 殺     | 守 備 率  |
| ----- | ----- | --------- | --------- | --------- | --------- | --------- | --------- |
| 2010  | NYM   | 33        | 6         | 6         | 0         | 0         | 1.000     |
| 2012  | NYM   | 5         | 0         | 2         | 1         | 0         | .667      |
| 2013  | NYM   | 5         | 2         | 1         | 0         | 0         | 1.000     |
| 2014  | NYM   | 63        | 4         | 9         | 0         | 1         | 1.000     |
| 2015  | NYM   | 7         | 2         | 0         | 0         | 0         | 1.000     |
| MLB   | MLB   | 113       | 14        | 18        | 1         | 1         | .970      |

- 2019年度シーズン終了時

### 背番号
- 32 (2010年、2012年)
- 58 (2013年 - 2015年)